# Матч всех звёзд НХЛ 1968
21-й матч матч всех звёзд НХЛ прошел 16 января 1968 года в Торонто.
В последний раз в матче встретились обладатель Кубка Стэнли и сборная «звёзд». Перед началом игры болельщики и хоккеисты почтили минутой молчания Билла Мастертона из «Миннесоты Норс Старс», скончавшегося в результате травмы головы.